# Лагуна-Верде (озеро, Потоси)
Лагуна-Верде (исп. Laguna Verde, в переводе «зелёная лагуна») — минеральное озеро, расположенное у границы с Чили, в юго-западной части Боливии.
Изумрудно-зелёный цвет озера обусловлен высоким содержанием минералов магния, карбоната кальция, свинца и мышьяка. Озеро находится на высоте около 4300 метров над уровнем моря.
На берегу соседнего озера Лагуна-Бланка, соединяющегося узким проливом Лагуна-Верде, и на вершине расположенного рядом вулкана Ликанкабур был зарегистрирован рекордный за всю историю наблюдений уровень ультрафиолетового излучения на поверхности Земли. УФ-индекс, в этой зоне равен 26, а в декабре 2003 года в течение 61 дня УФ-индекс составлял 43,3.

## Туризм

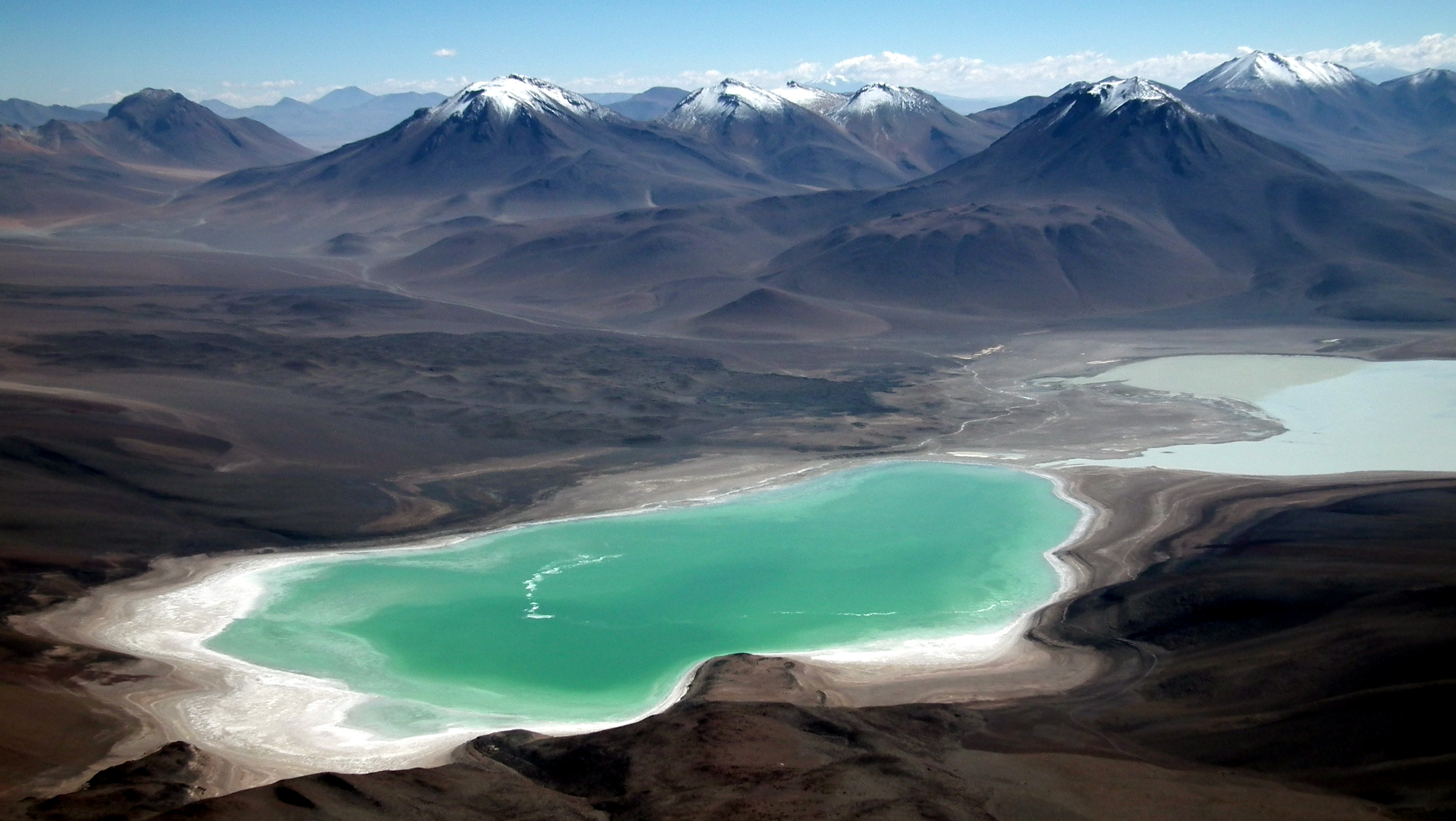
Лагуна-Верде с вершины вулкана Ликанкабур. На заднем плане видна гора Серро-Нелли (самая левая с заснеженной вершиной).

Лагуна-Верде находится в национальном парке Эдуардо Авароа и является популярным местом среди туристов благодаря необычному цвету, большому количеству фламинго, а также живописным пейзажам озера на фоне вулкана Ликанкабур.